# REMEMbER ME?
「REMEMbER ME?」（リメンバー・ミー）は、木根尚登が1996年9月23日にリリースした7枚目のシングル。

## 概要
小室哲哉プロデュース。KINE NAOTO Supported by TETSUYA KOMURO名義。

## 収録曲
1. REMEMbER ME? (original mix)
  - 作詞・作曲：木根尚登　編曲：小室哲哉

アルバム『REMEMBER ME?』レコーディングの初日に軽井沢で録音[1]。コーラスで小室・華原朋美が参加。「コーラスは二人で重ねる」と言う小室の案で、即興で小室による鼻歌でコーラスが担当するメロディを作曲、たまたまそばにいた華原と重ね、30分でコーラスのパートを作り上げた[2]。木根は「クリックの使っていない不規則な歌」[2]「アルバムの具体的な音の方向性を決める手がかりになった」[1]と振り返っている。
2. REMEMbER ME? (asian spices mix)
  - リミックス：John van nest

ジョンが0から作り上げたバックトラックの上に[1]、本作のボーカル素材をフレーズごとにサンプリングしていって、貼り絵の様に打ち込みループにはまらせる形を目指し、3日間寝ないで細かい調整が行われた[2]。
木根は内心「自分の作品にリミックスなんてない、リミックスは小室の作品にしか当てはまらない」と思っていたが、ジョンの歌詞の一言一句にまで通訳に質問しながら理解を深めていき、長時間手をかけてくれたジョンに感謝と敬意を込めてアルバムにも収録された[1]。
3. REMEMbER ME? (original karaoke mix)